# Хамамацутё (станция)
Станция Хамамацутё (яп. 浜松町駅 хамамацутё эки) — железнодорожная станция на линиях Яманотэ, Кэйхин-Тохоку и Токийского монорельса, расположенная в специальном районе Минато, Токио. Станция была открыта 16 декабря 1909 года. Монорельс открылся 17 декабря 1964 года.
Станция монорельса официально носит носит название Станция монорельса Хамамацутё (яп. モノレール浜松町駅 монорэ:ру хамамацутё эки) и является конечной для данной линии. На станции установлены автоматические платформенные ворота.

## Планировка станции

### JR
Две платформы островного типа и 4 пути.
| 1 | ■ Линия Кэйхин-Тохоку | Токио, Уэно, Омия         |
| 2 | ■ Линия Яманотэ       | Токио, Уэно               |
| 3 | ■ Линия Яманотэ       | Синагава, Сибуя           |
| 4 | ■ Линия Кэйхин-Тохоку | Синагава, Иокогама, Офуна |

### Токийский монорельс
Две платформы бокового типа один путь.
|  | ■Токийский монорельс Haneda Airport Line | Остров Тэннодзу, Ои-Кэйбадзёмаэ, Рюцу-Центр, Первый терминал аэропорта Ханэда, Второй терминал аэропорта Ханэда |

## Близлежащие станции
| «                                  |                  | Линия          |                 | »               |
| JR East                            | JR East          | JR East        | JR East         | JR East         |
| Линия Яманотэ                      | Линия Яманотэ    | Линия Яманотэ  | Линия Яманотэ   | Линия Яманотэ   |
| ---------------------------------- | ---------------- | -------------- | --------------- | --------------- |
| Симбаси                            | Симбаси          | -              | Тамати          | Тамати          |
| Линия Кэйхин-Тохоку                |                  |                |                 |                 |
| Симбаси                            | Симбаси          | Local          | Тамати          | Тамати          |
| Токио                              | Токио            | Rapid          | Тамати          | Тамати          |
| Токийский монорельс                |                  |                |                 |                 |
| Tokyo Monorail Haneda Airport Line |                  |                |                 |                 |
| Конечная станция                   | Конечная станция | Local Rapid    | Остров Тэннодзу | Остров Тэннодзу |
| Конечная станция                   | Конечная станция | Haneda Express | Аэропорт Ханэда | Аэропорт Ханэда |